# 大乱闘スマッシュブラザーズX
『大乱闘スマッシュブラザーズX』（だいらんとうスマッシュブラザーズエックス、Super Smash Bros. Brawl）は、ソラ開発、任天堂発売のWii専用ゲームソフト。略称は『スマブラX』、『X』、『SSBB』。日本では2008年1月31日発売。

## 概要
『大乱闘スマッシュブラザーズ』シリーズ第3作目。本作のタイトルにつけられた「X」は、「交差」および「交わり」などの意味から付けられており、シリーズ初めてのサードパーティーソフトのキャラクターの参戦、同時収録されたアドベンチャーモード『大乱闘スマッシュブラザーズX 〜亜空の使者〜』上での任天堂のキャラクターのドラマ的なストーリーでの競演、多数の著名なゲーム音楽作曲家の製作への参加、ニンテンドーWi-Fiコネクションによる従来のスタンドアローンの枠を越えたプレイヤーの交流などの、本作での様々なクロスオーバーを暗示したものとなっており、任天堂社長の岩田聡は「（本作発売までにおける）任天堂のゲームの歴史の全てを詰め込んだようなソフト」と称している。なお、海外版タイトルの副題“Brawl”は「乱闘」を意味する英単語で、前作海外版の副題“Melee”も乱闘を意味するが、“Melee”が「混戦、暴動」という意味での乱闘であるのに対し“Brawl”は「騒々しいパーティー」といったニュアンスである。
シリーズ全作品の概要に関しては『大乱闘スマッシュブラザーズシリーズ』を参照。また、本記事において「初代」とは『ニンテンドウオールスター!大乱闘スマッシュブラザーズ』、「前作」「DX」とは『大乱闘スマッシュブラザーズDX』のことを指す。
操作方法やボリュームの手軽さを押し出した『Wii Sports』『Wii Fit』に象徴されるWiiというハードのカラーとは対照的に、Wii専用ソフトとしては初めてメディアに大容量の二層の光ディスクを採用した、重厚長大なボリュームを持ちハードの売上を牽引するソフトとして、ハード開発当初から並行して開発が進んでいた。製作ディレクターはこれまでのシリーズと同じく元ハル研究所の桜井政博が担当し、2006年の情報初公開から数々の発売延期を挟み、足掛け2年以上の開発期間を経て完成・発売された。
発売2週間で100万本売上を達成しており、Wiiで発売されたソフトとしては発売当時最速のペースで、現在では2番目の記録である（現在は『New スーパーマリオブラザーズ Wii』が最速記録を持つ）。2010年には国内売上200万本を突破した。
本作のテレビCMは従来の任天堂が制作したものだけではなく、NTT東日本およびNTT西日本も本作を用いた「FLET'S光 × Wii」CMを放送していた。NTT東日本版はSMAPの香取慎吾とIKKOが対決するという設定で放映した。トイザらスにおいて、本作品を予約すると「ファイテンション☆スクール」（テレビ東京）の特製ステッカーがもらえるキャンペーンが実施されていた。
本作の特徴として、ディスクのデータが正常に読み取れなくなるエラーが起こりやすい。これはWii本体の光ディスク読み取りに使用するレンズの汚れによるもので、本作に使用されている2層ディスクはレンズの汚れの影響を受けやすくなっていることによる。これを受け、任天堂は送付されたWiiのレンズのクリーニングを無償で行うサービスを行った。このことに関する告知は『Wii専用レンズクリーナーセット』が発売される2008年10月半ばまで任天堂ホームページやWiiチャンネル『みんなのニンテンドーチャンネル』上などで常時行われていた。

### 開発・発売までの経緯
2005年5月にE3前日の任天堂の流通向け発表会会場でレボリューション（後のWii）において、「『スマッシュブラザーズ』が製作されるようにしたい」といった発表がされたが、当時ハル研究所を離れていた桜井ディレクターが依頼を受諾したのはその直後である。本作を開発するためだけに任天堂が用意した高田馬場オフィスにおいて、2005年10月頃から開発が始められている。
なお、E3の場で「既にスマブラの開発が行われている」という発表がされたと表現されることが多いが、これは誤りであり、実際には「アンケートの結果、多くの人間がスマブラの発売を望んでいたことが判明したため製作する可能性がある」といった程度の発表であった。
桜井が依頼を受けなかった場合、ゲームキューブ版の『大乱闘スマッシュブラザーズDX』をネットワーク対戦対応にした移植版のみ発売するつもりだった。
開発の中心となったのはゲームアーツであった。これは初代および『DX』のプロデューサーであった宮本茂が、同社を桜井に引きあわせたことによるもの。さらにスタッフが加わり100人（外注・監修を含めると700人）近い規模になった。前作まで開発に携わっていたハル研究所は、本作では一部の音楽のみの参加となる。
2006年のE3において、本作の正式なタイトル発表およびトレーラームービーが公開された。シリーズの公式サイトである「スマブラ拳!!」も、ほぼ同時期である2006年夏頃に暫定的に公開され、一部の新キャラクターやムービーなどが紹介されている。その後一時閉鎖し、2007年5月22日の午後に、ブログ風にリニューアルした上で再度オープンした。以降は毎週月曜日 - 金曜日に更新が行われ、2008年4月14日に定期更新終了となっている。その後も小規模更新が若干行われた。
発売までにはたびたび延期が行われている。
- Wii発売後となった2007年のE3では2007年内に発売予定で、北米での発売日が2007年12月3日と発表された。
- 2007年10月10日の任天堂カンファレンス2007秋にてさらに延期が発表され、後に日本での発売日が2008年1月24日、北米では2月10日とそれぞれ改められた。
- 日本での発売日が迫った2008年1月15日に急遽さらなる延期が発表され、日本では2008年1月31日、北米では3月9日に発売予定であると発表された。

## ゲームシステム
「サイドビュー構成の画面の中でキャラクターを操作し、用意された多彩な技やステージ出現するアイテムなどを使って敵キャラクターを攻撃しダメージを蓄積させ、相手を画面外まで吹き飛ばすと相手を撃墜したことになり、ポイントが加算される」というルールはこれまでのシリーズ同様である。スマッシュホールドなど、前作で追加された操作の大部分は本作でも継承されている。
本作では以下の新システムが追加されている。
最後の切りふだ
出現するアイテム「スマッシュボール」を攻撃して獲得することで、最後の切りふだという一撃で相手を画面外へ吹っ飛ばせるような必殺技を超える超必殺技を発動させることができる。最後の切りふだは「スマッシュボール」を獲得したあとに通常必殺技と同じ操作をすることで一回だけ使用できる。これは「スマッシュボール」が出現することで、プレイヤーがそれに注目しゲームの流れが変わっていくという目論見のもと、初代の頃から構想されていたシステムである。
滑空
翼を持つキャラクターのみ可能な動作で、空中ジャンプの頂点で特殊な入力をすると発動する。その名の通り滑空飛行を行って空中の移動距離を大きく伸ばすことができる。
踏み台ジャンプ
相手キャラクターの頭上にいるとき、踏みつけるような位置の時にタイミングよくジャンプを行うと、その相手を踏み台にして大きくジャンプする。応用として空中で相手を踏みつけて真下に叩き落すことも可能（踏みつけたキャラクターの撃墜数扱いになる）。
泳ぐ
深い水のあるステージでキャラクターが水に落ちると、少しの間だけ水面に浮かんで左右に泳げるようになった。浮かんでいられる時間は蓄積ダメージに比例して変化し、限界時間を超えると溺れてしまいミスになる。
3種類のアピール
今までの作品ではアピールは各キャラクターごとに1種類だったが、今回は3種類のアピールが用意されており、ボタン操作（ヌンチャク以外では十字ボタンの上・横・下にそれぞれ振り分けられている）で好きなものを出すことができる。ただし、スネークのみ3種類ともほとんど同じものになっている。
しりもちをつく
ダッシュ動作を行うと、一定の低確率（約64分の1の確率）で突然しりもちをついてダウンする。
また、既存システムの変更点として、
- Aボタン押しっぱなしで自動で連続攻撃がでるシステムの追加（一部キャラクターには適用されない）。
- ワイヤー復帰は掴める崖が近くにあると自動的にワイヤーが誘導するように改良され、崖つかまり発動がキャラクター背後の崖にも適用されるようになったなど、復帰に関するシステムにおけるシビアだった要素の緩和。
- 空中緊急回避の仕様が変更され、発動時にスライド移動することができなくなった代わりに、空中で何度も使用できるようになった（同時に、使用後に尻もち落下状態にならなくなった）。
- 初代に近づけた遅めのゲームスピードや重めの攻撃、着地キャンセルなどの複雑なテクニックの削除。

などがあり、極力システムをシンプルにすることでプレイヤー間の技術格差を軽減しようと努めている。
また、Wiiで使用できるコントローラが多様であるのと同様に、本作で操作に使用できるコントローラもまた多様で、「Wiiリモコン」「Wiiリモコン+ヌンチャク」「クラシックコントローラ」「ゲームキューブコントローラ」の4つのコントローラデバイスから選択することができ（3Dスティックが備えられていないWiiリモコンの操作では、十字キーを同じ方向に素早く2回押すことで「はじき」操作が可能）、ボタンの割り当てをプレイヤーがゲーム内登録ネーム（おなまえ）ごとにそれぞれカスタマイズできる。さらに、Wiiリモコンを介して設定の持ち運びも可能になっており、操作設定の一つにもユーザビリティの向上の徹底が図られている。なお、製作側は前作でも使われたゲームキューブコントローラの使用を推奨している。

## キャラクター

### 概要
前述のように、本作ではシリーズで初めて任天堂以外のメーカーが製作したキャラクターであるソリッド・スネーク（コナミ、メタルギアソリッド）、ソニック・ザ・ヘッジホッグ（セガ、ソニックシリーズ）がプレイヤーキャラクターとして登場が実現している。
これ以外にも本作には多くの任天堂のキャラクターが新たに登場している。ワリオ（マリオシリーズ、本作ではメイド イン ワリオ仕様）、メタナイト、デデデ（星のカービィシリーズ）、ディディーコング（ドンキーコングシリーズ）のような以前から要望の強かった、シリーズの人気キャラクターに加えて、アイク（ファイアーエムブレム 蒼炎の軌跡）、ゼロスーツサムス（メトロイド ゼロミッション）、リュカ （MOTHER3）、ルカリオ（ポケットモンスター ダイヤモンド・パール）、トゥーンリンク（ゼルダの伝説 風のタクト）など、『DX』以降に発売されたシリーズ最新作（に近い）のキャラクターも参戦している。この他、3匹のポケモンを交代させながら戦うポケモントレーナーや、ピクミンを生産・消費しながら戦うピクミン&オリマーなどの前作以上の個性派キャラクターも新登場した。また、本作では初代にあった各キャラクターの登場時の演出（スタートデモ）が復活している（例：マリオは土管から出てくる、など）。
グラフィックの進化と共に、前作同様にプレイヤーキャラクターは、原作でのクオリティにかかわらず見た感触を統一させる方針が採られた。ピーチ姫やリンクなどこれまでに登場したキャラクターの多くが最新作でのデザインに合わせられている他にも、新キャラクターの一人であるピットは、1986年の作品である『光神話 パルテナの鏡』が唯一の登場作品となっているため、本作の登場に際してはキャラクターそのものが『X』のオリジナルとも言えるような大胆なアレンジが加えられている。
同時収録のアクションゲーム『亜空の使者』では、「亜空軍」として本作オリジナルの敵キャラクターが多数登場しており、この中にはハンマーブロス（マリオシリーズ）やリドリー（メトロイドシリーズ）などの既存ゲームの敵キャラクターが含まれている。また、ファミリーコンピュータ ロボットを模した敵キャラクターが登場し、条件を満たせばプレイヤーキャラクターとして製品版に忠実なファミリーコンピュータ ロボットが使用できる。プレイヤーキャラクター以外にも、本作ではアシストフィギュアという、アイテムの使用によって様々な任天堂のキャラクターが登場し、プレイヤーキャラクターと同じ場で活躍を見せるシステムが作られている。アシストフィギュアの中には非常に頼りになるキャラクターから、『nintendogs』のラブラドール・レトリーバーのような敵味方関係無く妨害してしまうキャラクターも登場する。
隠しキャラクターを使用できるプレイヤーとニンテンドーWi-Fiコネクションによって対戦すると隠しキャラクターがわかってしまうこともあり、本作では隠しキャラクターを「隠さない」方針とすることを発表している（ただし、大観戦では公式ページで発表されていなかったキャラクター・ステージを含んだ映像は避けて公開されており、公式サイトではネタバレが書かれたページを見る際には警告が表示される）。
使用できるキャラクターはプレイ初期段階で21人、最終的には総勢35人に及ぶ。本作に関する情報公開から早い段階で、前作に登場したいくつかのプレイヤーキャラクターは引き続いて参戦しないことが発表されており、本作ではミュウツー、こどもリンク、ドクターマリオ、ピチュー、ロイの5人は登場しなかった（同じ少年リンクという点でトゥーンリンクはこどもリンクのリファインともいえる）。このうちミュウツー、ドクターマリオ、ロイは次回作である『大乱闘スマッシュブラザーズ for Nintendo 3DS / Wii U』、こどもリンク、ピチューは次々回作である『大乱闘スマッシュブラザーズ SPECIAL』で復活することとなる。
カラーバリエーションは各キャラクターで4-6色存在するが、ワリオのみ例外的に旧来のオーバーオール姿が選択でき、新旧衣装で各6種類の計12種類のカラーが存在する。

### 登場キャラクターについて
スネークが登場するのは、任天堂、ひいては宮本茂のファンだった『メタルギアソリッド』シリーズの監督小島秀夫が桜井に打診したのがきっかけとなった。これは『DX』の発売時期前後より希望があったことが明かされている。
スネークがクロスオーバー作品の対戦アクションゲームに参戦するのはハドソンの『ドリームミックスTV ワールドファイターズ』に続き2度目である。E3のPVやゲーム中の無線着信のコール音は本来、「スネーク側から相手を呼び出す際のもの」であり、演出としては本家と異なっている。本作に収録されているメタルギアシリーズ楽曲の大半は、任天堂ハードではリリースされていない作品からの楽曲で占めている（バーチャルコンソールでリリースされているメタルギア作品もある）。
ソニックはマリオファミリーとは既に『マリオ&ソニック AT 北京オリンピック』での競演が実現している。
本作のプレイヤーキャラクターが登場するシリーズ作品のうち、最新の作品は2001年に第一作が発売された『ピクミン』であり（ワリオを『メイド イン ワリオ』シリーズだとすれば2003年になる）、その一つ前の発売作品は1996年に第一作が発売された『ポケットモンスター』シリーズである。桜井は本作のキャラ選考についてこの点に言及、近年は既存のキャラクターを使ったものや、『どうぶつの森』シリーズや『Touch! Generations』シリーズなど戦闘を行えない作品が多く選考に難航、任天堂での新たなキャラクターシリーズ作品の製作が難しく、また少ないとの見解を示した。
リュカは『DX』において参戦する予定であったが、NINTENDO 64版『MOTHER3』の開発中止を受けて参戦しなかった経緯があり、2006年にゲームボーイアドバンス用ソフトで開発が再開されたことで、本作に参戦となった。その煽りでネスは削除される予定だったが、『MOTHER3』が海外で発売されていないという理由で再度参戦している。
ディディーコングは、ディクシーコングとペアで出す予定で、タッチすることで2人を入れ替える予定だったが、制作上の都合で没になった。
ピクミン&オリマーは「近年発売されたシリーズ」からの代表となっている、上述したように近年は戦えるキャラクターがいる新規のキャラクターシリーズが少なかったための選考理由である。また、どうぶつの森シリーズの参戦者の候補もあったが、スマブラのゲームとはイメージがかけ離れすぎているため、没になった（虫取り網やスコップを使ってのキャラクター作成は可能だったと語っている）。ただし『for』では参戦している。
アイクの選考は2005年の7月に製作をしていたファイアーエムブレムのWiiの新作から。この当時、キャラクターに関しては不明だったので、企画書には「ファイアーエムブレムの誰か」と表記していた。アイクの性能に関してはオリジナルゲームの製作者の要望で「見た目に反して重い感じにしてほしい」とのこと。また、『蒼炎の軌跡』と『暁の女神』にある、ラグネルの衝撃波（飛び道具系）は、ゲームシステムのバランスを考えて外したと語っている。
余談としては、本作では男性プレイヤーキャラクターが非常に多く、新規の女性キャラクターは変身で登場するゼロスーツサムスのみだったため、女性プレイヤーキャラクターの参戦を多く出したかったと桜井は後に語っている。
参戦キャラクターのボイスに関しては初代や（最後の切りふだ）、『DX』からのライブラリ出演（マルスなど）なども多数存在している。
ゲームを進めると（特定の条件を満たしたら）隠しキャラクターが出現する（下記記述）。

### キャラクター一覧

#### プレイヤーキャラクター

##### 初期キャラクター
ゲーム開始時から使用可能なキャラクター。
マリオ
声：チャールズ・マーティネー
「マリオシリーズ」の主人公。
本作から下必殺ワザが「ポンプ」に変更され、『初代』『DX』の下必殺ワザ「マリオトルネード」は下空中攻撃となった。
アドベンチャーモード『亜空の使者』では初期から登場する主要登場人物の一人である。空中スタジアムでカービィと対戦をしていたが空中スタジアムに戦艦ハルバードが襲撃してきてカービィ、ピーチ、ゼルダと共に亜空軍の雑魚敵と戦うがエインシャント卿の落としていった亜空間爆弾の方に走った時に大きな弾をぶつけられて空の彼方に吹き飛ばされる。天空界でフィギュアになっていたがピットに助けてもらいピットと行動を共にする。
ドンキーコング
「ドンキーコングシリーズ」の主人公。
アドベンチャーモード『亜空の使者』ではジャングルに於いてディディーコングと共にクッパ軍団に奪われたバナナを取り戻すも、直後に現れたクッパが撃ったダークキャノンからディディーを庇ったことでフィギュアにされてしまう。亜空間爆弾製造工場へ輸送中にフォックスたちの協力を受けて追いついてきたディディーに救出され、さらにその場に現れたファルコンやオリマーと共に工場へと潜入する。
リンク
声：笹沼晃
「ゼルダの伝説シリーズ」の主人公。
本作からデザインと声が『ゼルダの伝説 トワイライトプリンセス』準拠になった。
アドベンチャーモード『亜空の使者』では森林においてマスターソードを引き抜いた後に現れた亜空軍の雑魚兵たちを近くの木で寝ていたヨッシーと協力して追い払う。その後戦艦ハルバードを追跡するため、ヨッシーと行動を共にする。
サムス / ゼロスーツサムス
声：アレジア・グライドウェル（ゼロスーツサムス）
「メトロイドシリーズ」の主人公。
本作ではスーツを装着した「サムス」と、本作で新しく追加された「ゼロスーツサムス」が存在する。「ゼロスーツサムス」はスーツを装着しておらず、素顔が出ているサムスである。
「最後の切りふだ」を使用すると、サムスの時はゼロスーツサムスの姿に、ゼロスーツサムスの時はサムスの姿に切り替わる。また、バトル開始時やサムスの状態で特定のコマンドを入力すると、その場でゼロスーツサムスになることができる。
サムスはパワーに優れており、重いため吹っ飛ばされにくい代わりに、機動力は低く設定されている。ゼロスーツサムスはスピードやリーチに優れる他、通常必殺ワザで相手をしびれさせることができるが、軽いため吹っ飛ばされやすい。
アドベンチャーモード『亜空の使者』ではスーツを取り戻すために潜入した亜空軍の基地の中で電気発生装置の電源部に囚われていたピカチュウを救出し、以降は行動を共にする。
ヨッシー
声：戸高一生
「ヨッシーシリーズ」の主人公。本来は「マリオシリーズ」出典のキャラクター。
アドベンチャーモード『亜空の使者』では森林の中で眠っていた際に亜空軍の雑魚兵に遭遇したリンクと出会い、協力して追い払う。以降は彼と行動を共にする。
カービィ
声：大本眞基子
「星のカービィシリーズ」の主人公。
ダッシュ攻撃が「バーニング」から「ブレイクスピン」に変更された。
アドベンチャーモード『亜空の使者』では初期から登場する主要登場人物の一人であり『亜空の使者』においては最も主人公・主役に近い存在でもある。空中スタジアムでマリオと戦っていたが、空中スタジアムに戦艦ハルバートが襲撃してきてマリオ、ピーチ、ゼルダと共に亜空軍の雑魚敵と戦う。その後、ピーチ、ゼルダをカゴに閉じ込めたボスパックンを倒して片方を救出する。その後は亜空間に飲み込まれる空中スタジアムから救出した方と共にワープスターで脱出をしてしばらくの間救出した方と行動を共にする。
フォックス
声：野島健児
「スターフォックスシリーズ」の主人公。
声優が『スターフォックス アサルト』準拠に、デザインが『スターフォックス コマンド』をベースにしたものに変更された。

アドベンチャーモード『亜空の使者』では当初アーウィンで戦艦ハルバードに攻撃を仕掛けるも、追撃されてしまう。その後、墜落した森林の湖から現れたレックウザに捕まったディディーを救出し、協力してレックウザを撃破する。撃破後、その場を去ろうとするも協力者を求めていたディディーに引き留められ、半ば強引に連れていかれる。
ピカチュウ
声：大谷育江
「ポケットモンスターシリーズ」の登場ポケモン。
アドベンチャーモード『亜空の使者』では亜空軍の基地で電気発生装置の電源部に囚われ電気を吸収されていたが、スーツを取り戻すために潜入していたサムス（ゼロスーツサムス）に助けられる。以降は彼女と行動を共にする。
クッパ
「マリオシリーズ」の登場キャラクター。
アドベンチャーモード『亜空の使者』では亜空軍の一員として登場。クッパ軍団を率いたりダークキャノンを用いたりしてファイターたちを次々とフィギュアにしていく。
ピーチ
声：サマンサ・ケリー
「マリオシリーズ」の登場キャラクター。
アドベンチャーモード『亜空の使者』ではゼルダと共にマリオとカービィのファイトを見守るも直後に現れたボスパックンの籠に囚われてしまう。救出された際はカービィと行動を共にするが救出されない場合はワリオによってフィギュアにされてしまう。その後はワリオからデデデ、さらにクッパの手に渡り、戦艦ハルバード内に捕らえられてしまう。後に潜入したメタナイトたちに救出されその後はシークと行動を共にする。
ゼルダ / シーク
声：水沢潤
「ゼルダの伝説シリーズ」の登場人物。
リンクと同様、本作からデザインが『ゼルダの伝説 トワイライトプリンセス』準拠のものに変更された。
前作『DX』では、最初からシークの状態にするにはバトル開始時に特定のコマンドを入力する必要があったが、今作ではキャラクターセレクト画面でシークへの変更ができるようになった。
アドベンチャーモード『亜空の使者』ではピーチと共にマリオとカービィのファイトを見守るも直後に現れたボスパックンの籠に囚われてしまう。救出された際はカービィと行動を共にするが救出されない場合はワリオによってフィギュアにされてしまう。その後はワリオからデデデ、さらにクッパの手に渡り、戦艦ハルバード内に捕らえられてしまう。後に潜入したメタナイトたちに救出されその後はシークとしてピーチと行動を共にする。
アイスクライマー
声：小林沙苗
『アイスクライマー』の主人公。
アドベンチャーモード『亜空の使者』では登山中にメタナイトに遭遇し、彼よりも早く頂上に到着する。その後、メタナイトと頂上に滞在していたルカリオのファイトを守る。
メタナイト
声：私市淳
「星のカービィシリーズ」の登場キャラクター。
素早い動きと攻撃、多彩な空中の立ち回りが強み。ただし軽いため吹っ飛びやすい。翼を所持しているため、滑空が可能。
必殺ワザはいずれも復帰に使えるワザで、特に上必殺ワザは復帰力が高い。
アドベンチャーモード『亜空の使者』では戦艦ハルバードを取り戻すために行動していた所、マルスやアイクと遭遇する。亜空軍の雑魚兵たちを協力して追い払って以降は彼らと行動を共にする。
ピット
声：高山みなみ
『光神話 パルテナの鏡』の主人公。
神弓を双剣として戦うタイプであり、神弓で矢を放つ技などを持つ。多段ジャンプや滑空を使用できる。
アドベンチャーモード『亜空の使者』では初期から登場する主要登場人物の一人である。マリオとカービィの対戦を対戦場とは別の場所で観戦しており娯楽を味わっていた。しかし、マリオとカービィの対戦場が混乱しているのを目撃し、後に彼は出発をし、途中で吹き飛ばされフィギュアとなったマリオと出会い、マリオを元に戻して以降はマリオと共に行動をする。
ワリオ
声：チャールズ・マーティネー
「メイド イン ワリオシリーズ」の主人公。ヨッシーと同様、本来は「マリオシリーズ」出典のキャラクター。
『DX』ではフィギュアで登場していたが、本作から操作キャラクターとして扱えるようになった。
アドベンチャーモード『亜空の使者』では亜空軍の一員として登場。クッパ同様にダークキャノンでファイターたちを次々とフィギュアにしていく。
アイク
声：萩道彦
「ファイアーエムブレムシリーズ」の登場人物。
アドベンチャーモード『亜空の使者』ではエインシャント卿から亜空間爆弾を天空で切り落とし、メタナイトやマルスと遭遇し行動を共にする。
ポケモントレーナー
声：半場友恵
「ポケットモンスターシリーズ」の登場人物。『ポケットモンスター ファイアレッド・リーフグリーン』の男の子主人公がモデルになっている。
ゼニガメ（声 - 愛河里花子）、フシギソウ（声 - 川上とも子）、リザードン（声 - 三木眞一郎）の3体のポケモンを切り替えて戦うキャラクター。
アドベンチャーモード『亜空の使者』ではとある町の公園に現れた亜空軍の雑魚兵たちをリュカと協力して追い払い、以降は行動を共にする。
ディディーコング
「ドンキーコングシリーズ」の登場キャラクター。
アドベンチャーモード『亜空の使者』ではクッパ軍団に奪われたバナナをドンキーコングと共に取り返すも、現れたクッパのダークキャノンからドンキーの手によって逃がされる。その後、ジャングルを渡っていた所を湖から現れたレックウザに襲われるも、フォックスに助けられる。協力して倒した後にその場からいなくなろうとしたフォックスを半ば強引に連れていく。
リュカ
声：レニ・ミネルラ
『MOTHER3』の主人公。
ネスと似たような必殺ワザを使うが、いずれも特性は異なる。通常必殺ワザはネスが「PKフラッシュ」なのに対し、こちらは相手を凍らせる「PKフリーズ」を使う。
アドベンチャーモード『亜空の使者』ではとある町でポーキーに追いつめられていた所をネスに助けられる。彼と協力して倒すものの、現れたワリオのダークキャノンからネスが庇ったことで逃れるもワリオを恐れ逃げ出してしまう。その後、現れた亜空軍の雑魚兵たちをポケモントレーナーと協力して追い払い、さらにネスを助けるために彼と行動を共にする。
デデデ
声：桜井政博
「星のカービィシリーズ」の登場キャラクター。
ワリオと同じく、『初代』『DX』ではフィギュアやステージで登場していたが、本作から操作キャラクターとして扱えるようになった。
機械仕掛けのハンマーを武器とする。ドンキーコングやクッパと並ぶ大型で、攻撃力やバースト力が高く、横強の攻撃などリーチ力も優れている。それに加え、空中4回連続ジャンプや、かなり高く跳ぶ「スーパーデデデジャンプ」など、大型にしては復帰力は高く、かなりの空中の立ち回りができるという長所を持っている。その反面、出や移動速度が遅く、当たり判定や隙も大きい。
横必殺ワザ「ワドルディ投げ」は、名前の通りワドルディを投げるワザだが、稀にワドルドゥやゴルドーになる。ワドルドゥは原作と同じようなビーム攻撃を行う。ゴルドーはふっとばし力が高いが、飛び道具扱いのため反射される。
アドベンチャーモード『亜空の使者』ではマリオたちファイター側からもワリオたち亜空軍側からもフィギュアを強奪するなど、不可解な行動を見せていたが、後にこの世界を救うための行動であったことが明らかになる。
ピクミン&オリマー (OLIMAR)
声：若井淑（ピクミン）
「ピクミンシリーズ」の主人公。
ピクミンには赤・青・黄・紫・白の5種類がいる。攻撃を当てた時に相手に触れていたピクミンによって攻撃効果が変わることもあり、ピクミン次第ではワザの射程が変わることもある。必殺ワザはピクミンを引っこ抜いてピクミンを増やす・ピクミンを投げる・ピクミンを斜め上に棒のような体勢をさせる・ピクミンを集合させるの4種類がある。ただし、オリマーだけでピクミンがいない状態だと、リーチが短い・ピクミンを投げれない・つかみが使用できないなど大幅に弱体化してしまう。
「オールスター」では最終ボスとなっており、2人プレイでは2体同時に登場する。
アドベンチャーモード『亜空の使者』ではピクミンたちが巨大なロボットによって倒され怯えている所をキャプテン・ファルコンに救われ、以降は行動を共にする。

##### 隠しキャラクター
これらは特定の条件を満たすと使用できるようになるキャラクターである。プリン、トゥーンリンク、ウルフ以外は『「みんなで」を規定回数以上遊ぶ』以外の条件で出現させる場合は必ず亜空の使者クリア後になる。
スネーク、ソニックについては「ゲストキャラクター」を参照。
ルイージ
声：チャールズ・マーティネー
「マリオシリーズ」の登場人物。
本作から声が専用のものになった。
キャプテン・ファルコン
声：堀川りょう
「F-ZEROシリーズ」の主人公。
ネス
声：大本眞基子
『MOTHER2 ギーグの逆襲』の主人公。
マルス
声：緑川光
「ファイアーエムブレムシリーズ」の登場人物。
新たに追加された「最後の切りふだ」は、原作を意識した「必殺の一撃」。突進がヒットすると、『紋章の謎』に準じた形状のHPゲージが出現し一撃でゼロになる様が表示され、障害物がない限り問答無用で倒せる。「ふたりでイベント戦」のマルスとアイクを使用する#13「柔と剛の剣」から、『ニンテンドードリーム』2008年4月号の付録「ファイティングマスタリー」においてマルスの紹介には「柔の剣」という異名が付けられている。
上記においてマルスの声が『DX』からの流用であると担当声優からの公言があった。これにより電撃PlayStationとNintendo DREAM「スマブラX兄弟拳!! ニンドリアンケート集計拳!!」の2誌連動の質問があった。
Mr.ゲーム&ウォッチ
「ゲーム&ウオッチ」を元にしたキャラクター。
ファルコ
声：江川央生
「スターフォックスシリーズ」の登場人物。
フォックスと同じく、デザインが『スターフォックス コマンド』をベースにしたものに変更された。
前作『DX』ではフォックスのモデル替えキャラクターとして登場していたが、本作では複数のワザが刷新され、フォックスとはより差別化された。
ガノンドロフ
声：宮田浩徳
「ゼルダの伝説シリーズ」の登場人物。
リンクなどと同様、本作からデザインと声が『ゼルダの伝説 トワイライトプリンセス』準拠のものに変更された。
前作『DX』ではキャプテン・ファルコンのモデル替えキャラクターとして登場していたが、本作では横必殺ワザが相手を掴む「炎獄握」に変更されるなど複数のワザが刷新され、ファルコンとはより差別化された。
ルカリオ
声：浪川大輔
「ポケットモンスターシリーズ」の登場ポケモン。
蓄積ダメージが溜まっているほど性能が上がる「波導」と呼ばれる能力を持つ。
ロボット
「ファミリーコンピュータ ロボット」を元にしたキャラクター。
プリン
声：かないみか
「ポケットモンスターシリーズ」の登場ポケモン。隠しキャラクターの中でも遅くに使用できる3人のキャラクターの一人。
トゥーンリンク
声：松本さち
『ゼルダの伝説 風のタクト』を初出とするトゥーンレンダリングデザインのリンク。隠しキャラクターの中でも遅くに使用できる3人のキャラクターの一人。
『DX』のこどもリンクと同様に機敏性に優れている他、いくつかのワザがリンクと異なるものになっている。
ウルフ
声：大場真人
「スターフォックスシリーズ」の登場キャラクター。隠しキャラクターの中でも遅くに使用できる3人のキャラクターの一人。
必殺ワザなどに面影はあるものの、基本的にフォックス、ファルコとは別のワザを使う。

##### ゲストキャラクター
任天堂以外から発売されたゲームシリーズからの参戦キャラ。どちらも特定の条件を満たすと使用できるようになる。
スネーク
声：大塚明夫
「メタルギアシリーズ」の主人公。シリーズ監督の小島秀夫が本作ディレクターの桜井政博に直々に嘆願したことから実現した。
作中に記載されている設定はシリーズ本編の主人公である「ソリッド・スネーク」に準拠するが、CQCでの格闘を通常攻撃とする点や、特定の条件下で一定の操作をすることで聞ける台詞などに『メタルギアソリッド3』の主人公「ネイキッド・スネーク」の特徴が取り入れられている。最後の切りふだは場外から砲撃する「グレネードランチャー」。
RPG-7やグレネードなどの爆発物をスマッシュ攻撃や必殺ワザで使用するが、ナイフや銃器は日本国外における対象年齢の規制により使用しない。
ソニック
声：金丸淳一
「ソニックシリーズ」の主人公。ユーザーから最も参戦要望が高かったキャラクターであるが、参戦が確定したのは「亜空の使者」のシナリオがほぼ完成された頃であった。
全キャラクターで一番足が速い。最後の切りふだは「スーパーソニック」。

#### 謎のザコ敵軍団
使用不可能。『初代スマブラ』の謎のザコ敵軍団・謎のザコ敵軍団♂♀とは別物。

#### ボスキャラクター
CPU専用のため、プレイヤーとしての使用不可。ここではボスキャラクターとしてだけ登場するキャラクターを挙げる。ここで挙げるボスキャラクターの行動パターンはプレイヤーキャラクターとは異なる。
マスターハンド
「シンプル」の最終ボスで「ボスバトル」にも対戦相手の一人として登場。「亜空の使者」にも登場する。
クレイジーハンド
「シンプル」で特定の条件を満たすことでマスターハンドと一緒に出現する隠しボス型最終ボス。「ボスバトル」では必ず対戦相手の一人として登場する。
ガレオム
本作オリジナルキャラクターの一人。「亜空の使者」の中ボスの一人で「ボスバトル」の対戦相手の一人。
詳しくはリンク先を参照。
デュオン
本作オリジナルキャラクターの一人。「亜空の使者」の中ボスの一人で「ボスバトル」の対戦相手の一人。
詳しくはリンク先を参照。
ボスパックン
「亜空の使者」の中ボスの一人で「ボスバトル」の対戦相手の一人。
レックウザ
「亜空の使者」の中ボスの一人で「ボスバトル」の対戦相手の一人。
ポーキー
「亜空の使者」の中ボスの一人で「ボスバトル」の対戦相手の一人。設定は『MOTHER3』のボスキャラクターとしてのポーキーを基にしている。
リドリー
「亜空の使者」の中ボスの一人で「ボスバトル」の対戦相手の一人。
メタリドリー
「亜空の使者」の中ボズの一人で「ボスバトル」の対戦相手の一人。
タブー
本作オリジナルキャラクター。「亜空の使者」と「ボスバトル」の最終ボス。
詳しくはリンク先を参照。

## ステージ
ステージは全て一新されており、全部で31種類のステージが用意され、これに加えて前作に登場したステージの一部がDXステージとして10種類、再度登場しており、総ステージ数は41となる(いにしえっぽい王国は2種類のステージがあるので正確には42だが隠しステージが全て揃った時のおしらせでは全41ステージと表記される)。
前2作では主に対CPU用の隠しステージとして登場していたオーソドックスな地形を持つステージ「戦場」は、本作ではスマブラXを象徴するステージとしてリファインされている。
また、スマブラの世界観の核心を覗かせていたステージの「終点」も、本作では「戦場」と合わせて最初から対戦で使用できるステージとなっている。
任天堂作品をモチーフにした新ステージは、プレイヤーキャラクターが登場しているゲームのシリーズから平均して1つずつ用意されている。また、前作では登場キャラクターに関連するシリーズのみだったが、本作では登場キャラクターに関係ない「すま村」（どうぶつの森）などもステージとして登場している。
ステージの内容は「ドルピックタウン」（スーパーマリオサンシャイン）、「オルディン大橋」（ゼルダの伝説 トワイライトプリンセス）のように一つの作品の内容を踏襲したものから、「攻城戦」（ファイアーエムブレム）、「ライラットクルーズ」（スターフォックス）のようにシリーズの内容を包括したものまで様々。また、シリーズ恒例であったファミコン風のステージ「いにしえの王国」は、グラフィックはハード相応になったが代わりにステージ配置を再現した「いにしえっぽい王国」にリニューアルされ、新たにファミコンゲームの画面そのものをステージ化したようなステージが追加された。
ステージBGMに関しては、本作では前作で用意されていた「裏ミュージック」の発展系として、ステージごとに最大10曲以上のBGMが用意され、それぞれのBGMが流れる確率をプレイヤー側から設定できるオレ曲セレクト機能を搭載している。
本作では新たに、自分で自由にオブジェクトを配置してステージを作ることができる。前作のステージには多彩なギミックを入れたため遊びにくくなった面があった反省として、今回は極端なギミックを入れたステージは少なめにした上で、こうしたプレイヤーオリジナルステージに新奇性を委ねることが目的となっている。一部のステージは、『大乱闘スマッシュブラザーズ for Nintendo 3DS / Wii U』『大乱闘スマッシュブラザーズ SPECIAL』にも収録されている。

## ニンテンドーWi-Fiコネクション
本作ではニンテンドーWi-Fiコネクションを利用した様々なサービスを利用することができる。

### 対戦・共闘
Wi-Fiコネクションを利用したネット対戦を望むユーザーが最も多かったソフトであると開発発表時にコメントされていた。
オンラインゲームにありがちな、勝敗成績の記録やそれによるランキング付けなどは意図的に実装されていない。また、対戦相手として特定できるのは、交換したフレンドコードを入力してフレンド登録したWii間のみであり（フレンドと、フレンド登録したプレイヤーとは大乱闘だけでなく、ホームランコンテストや組み手などでも対戦・協力プレイが可能である）、それ以外とは対戦相手がランダムに選定され、かつお互いに個人情報が一切公開されない状態での対戦となり（だれかと、おきらく乱闘）、対戦の結果よりもコミュニティ上でのコミュニケーションツールとしての意味合いを強くしたシステムとなっている。
なお、「おきらく乱闘」においては開発者側が想定していなかった問題点がいくつか発生している。多数決による決定のためステージが「終点」に偏りやすいということのほか、真面目に対戦したいというプレイヤーに対してアピールを連発する（開発者側はインタビュー記事で「アピール合戦」などを呼称して使っている）などしてゲームに参加しないもしくはチームバトルではないにもかかわらず1人を3人で集中攻撃する（この逆で、他者を静観していたプレイヤーを一方的に攻撃する例も存在する）など、匿名性が裏目に出て、このようなプレイを行うプレイヤーが多数参加したともいえる。だが、前述のようにコミュニケーションツールとしての色が強いので、結果によるポイントなどの争奪が存在しない、元来よりパーティゲーム要素が強く勝敗にこだわらないゲームであることや、それを望むプレイヤーも多くいるという観点からこの問題に対しては静観を決めざるを得ないという状態である。詳しくはニンテンドーWi-Fiコネクション#WEPのセキュリティに関しての項も参照。
開発者側の見解としては、本作のディレクターである桜井政博が発売後に行った雑誌インタビューや自身のコラムによると、プレイヤーの認識差に関しては、それぞれを望むプレイヤーがいるので対戦相手に合わせて対応してほしいと述べ、問題点として認識はしているが完全に否定はしていない。また、ステージが「終点」に偏るなど対戦格闘ゲームのような対戦は、自分の意図したゲームの遊び方ではないとして苦々しく思っていることも語っている。
『大乱闘スマッシュブラザーズ for Nintendo 3DS』発売後、『X』から勝敗データをサーチしていることを公言している。詳細については非公開である。

### 共有
本作では、Wi-Fiコネクションへの対応についてのもう一つのテーマとして「共有」を掲げている。プレイする以外にも、大観戦スマッシュブラザーズとして、「おきらく乱闘」で対戦している様子をコインを賭けながら見て楽しむことができたり、ゲーム中に撮影した写真、ステージ作りで作成したステージ、対戦のリプレイ映像などをフレンド間で送信・受信することで共有したりすることができる。なお、この試合データは開発者側にも届けられており、データの統計・調査分析なども行われている。
また、写真やステージは任天堂への投稿を通して、全国のWiiへ配信することも可能であった（ただし条件付き。写真は特定のサービス期間中のみ、任天堂から受信した作成ステージは1日経つと削除される）。これらの要素は、任天堂側からの運営サービスを承諾することで利用・配信される。また、『スマブラ拳!!』や『みんなのニンテンドーチャンネル』上においても一部の投稿データが公開・配信されたことがあった。
投稿の受付は2009年6月30日をもって終了し、その後は配信のみが行われることとなった。その後は公式アナウンスは無いものの「リプレイ」は2009年7月末を最後に配信されなくなり、2010年8月時点では過去に配信されたことがある「アルバム」と「ステージ」の再配信が行われている。2014年5月20日、ニンテンドーWi-Fiコネクションのサービス終了に伴い、再配信も行われなくなった（再配信だけではなくネットワーク対戦もできなくなった）。

## みんなで（多人数対戦モード）
制限時間、ハンディキャップ、アイテムの出現頻度などの様々なルールを設定しての大乱闘や、多人数のトーナメント大会をゲーム側で生成するトーナメントや、5人以上でプレイする際にゲーム側から操作プレイヤーを指定するかちぬけによる多人数でプレイする際のマッチング機能の充実など、基本的には前作と同様。マイナーチェンジとして、評価制バトルの撤廃、ハンディキャップが性能から最初から蓄積されるダメージに変更、特殊なルール上で乱闘するスペシャル乱闘では、様々なルールを複合させたルールでの乱闘が可能となっている。対戦記の戦績は保存されないが試合数や対戦時間は記録される。

## ひとりで（一人用モード）
一人用モードとなっているものの、一人専用モードは通常の対戦方式でCPUと対戦していくステージクリア式のシンプル（2Pはコインゲットゲーム時シールドボタンを押せばターゲットの流れるスピードが速くなる）のみ。それ以外は二人同時協力プレイができるようになっているモードが大多数を占める。
前作と比しての大きな変化はアドベンチャーモード『亜空の使者』がその大半を占めており、他を挙げると
- プレイ内容による「評価」ボーナススコアが削除
- 全プレイヤーキャラクターと対戦する隠しモード「オールスター」の対戦相手パターンがキャラクターの年代順に固定化
- 設定されたシチュエーションで戦うイベント戦に3通りの難易度[注 2]、および二人プレイ専用のイベントが登場
- ミニゲームモード「競技場」内において、10個のターゲットを破壊する時間を競うターゲットをこわせ!は、キャラごとの専用のステージではなく、全キャラ共通で難易度別に5つのステージが用意。
- 次々とザコ敵をふっとばしていく組み手では謎のザコ敵軍団のバリエーションが4体+一定人数毎にプレイヤーキャラクター出現し、最大5体の敵が出現するようになった。また、Wi-Fiコネクションによる二人協力プレイも可能となっている。
- サンドバッグくんをふっとばした距離を競うホームランコンテストでは、スタートから10秒間はステージからサンドバッグくんがこぼれ落ちないようにバリアが設置される（制限時間の直前に解除されるが、一定の速度でサンドバッグくんをぶつければ破壊することも可能）。こちらもWi-Fiコネクションによる二人協力プレイのほか、交互にプレイして競うことも可能となった。

などの前作で追加されたゲームモードのマイナーチェンジが中心となっている。
唯一の完全新規のゲームモードとして、「競技場」にシンプルおよび『亜空の使者』に登場するボスキャラクターと連戦していくボスバトルが追加された。こちらの対戦相手パターンは『DX』のオールスターの形式を継承し、ラストボス以外は出現順番がランダムとなっている。ただしオールスターと違ってコンティニューはできないため、撃墜されたら即ゲームオーバーとなる。

### アドベンチャーモード『亜空の使者』
本作では『大乱闘スマッシュブラザーズX〜亜空の使者〜』（だいらんとうスマッシュブラザーズエックス〜あくうのししゃ〜）という、前作のアドベンチャーモードを発展させて作られた、スマッシュブラザーズのゲームシステムを利用した対戦ゲームとしての本作とは異なる横スクロールアクションゲームをプレイすることができる。スマブラシリーズは一人用ゲームの充実が前作からの目標として掲げられているとともに、登場するキャラクターたちを立てること、そして前作よりユーザーからあった公式なストーリーが欲しいという要望からのもので、この『亜空の使者』はそうした製作者やユーザーの希望を具体化させたもの。1人プレイは勿論のこと、2人同時プレイも可能である（2人プレイの場合2Pは『星のカービィスーパーデラックス』にあたるヘルパーのようになる。1P中心のカメラワークから外れるとワープして1Pに接近する。また、＋ボタンやSTARTボタンを押しても同じようにワープする。）。
キャラクターの操作やミス条件は画面外にふっとばされた際などの点では本編と共通しているが、仲間になったキャラクターでチームを組み、ミスごとにキャラクターを変更されるシステム、シールによってキャラクターのパワーアップが可能、敵キャラクターをフィギュア化するスマッシュプレートの存在、敵専用キャラクターは全て体力制、1対多人数の戦闘が中心、『亜空の使者』で使用するプレイヤーキャラクターのステータスバランスが『亜空の使者』専用に調整されている点など、『スマッシュブラザーズ』本編とはシステムを流用した別のゲームと言えるほどの差を持っている。また、アドベンチャーモードには、ソラやコナミ、セガなど以外の会社も協力している。
参戦ムービーについて、『X』以降では採用されなくなり、Nintendo Directなどで随時公開される形に変更となった。不採用になった原因として、桜井は苦労して作ったムービーをゲームの発売前にもかかわらず、インターネットを経由して外部にリークされることが相次ぎ、ユーザーの感動やご褒美になりえないためであったことを後年明らかにしている。

#### ストーリー、ムービーの特徴
フィギュアとしてのスマブラのキャラクターが多数住んでいる「この世界」（プレイヤーキャラクターの出典となる作品からの固有の地名は登場しない）を侵略する非フィギュアのオリジナルキャラクター亜空軍による「この世界」各地の異変をそれぞれのキャラクターが追っていき、やがて亜空間へ突入、亜空軍の首領に立ち向かっていくというあらすじである。ストーリー全体における特定の主人公は存在せず、バラバラの位置や時間で起きた複数の物語が次第に一つの流れへ収束していくという、群像劇方式のストーリー展開となっている。キャラクターによる台詞は一切ない（掛け声程度の台詞なら少数ある）ものの、ゲーム中の各所に短いCGデモムービーが挿入され、ストーリーを盛り上げている。任天堂のキャラクターたちによる、それぞれのキャラクターや背景を立てた上での共演は、他のゲームでは見られない大きな特徴となっている。
シナリオプロットは野島一成が作成し、それを桜井と何度となく議論して、編集・練り直しを繰り返して製品版のシナリオが作られている。

#### ステージ
ステージを初めてプレイした時はステージごとに操作キャラクターが決まっておりほとんどのステージは途中途中で蓄積ダメージ、ストック数の回復または操作キャラクターの変更が行われる。ステージを一度クリアした後に再びプレイすることができる（一部のステージは亜空の使者を全クリアした後）。再びプレイした場合は好きな難易度・チームでプレイできるが基本的に初めてプレイした時よりも難易度が高い。
空中スタジアム
最初のステージ。最初にマリオかカービィのどちらかを選んで選ばなかった方と戦う（ストック数は3）。次はマリオ、カービィ、ピーチ、ゼルダ（ストック数は4）を操作して多くの雑魚キャラクターと戦う。最後にカービィ（ストック数は3）を操作してボスパックンと戦う。ボスパックン戦でどちらのカゴを壊してポスパックンを倒したかで仲間になるのがピーチ・ゼルダのどちらになるかが変わり、空中スタジアムを含めた後の一部のステージの内容・ムービーが変わる。一度クリアすると亜空の使者を全クリアするまでプレイできなくなる。
天空界
最初はピット（ストック数は2）を操作して進む（敵はいない）。次もピット（ストック数は3）を操作して敵のいる場所を進む。次はマリオ、ピット（ストック数は4）を操作して敵のいる場所を進む。再プレイ時は選択できるキャラクターは4人まででストック数は4。
雲海
最初はカービィ、ピーチorカービィ、ゼルダ（どちらもストック数は2）を操作して進んでいく（敵はいない）。次もカービィ、ピーチorカービィ、ゼルダ（どちらもストック数は4）を操作して敵のいる場所を進む。操作キャラクターがカービィ、ピーチorカービィ、ゼルダのどちらになるか・ムービーは空中スタジアムでボスパックンのどちらのカゴを壊したかで変わる。再プレイ時は選択できるキャラクターは4人まででストック数は4。
ジャングル
ドンキーコング、ディディーコング（ストック数は4）を操作して進む。再プレイ時は選択できるキャラクターは4人まででストック数は4で難易度が上がらない。
平地
マリオ、ピット（ストック数は4）を操作して進む。再プレイ時は選択できるキャラクターは4人まででストック数は4で難易度が上がらない。
湖
最初はフォックス、ディディーコング（ストック数は4）を操作してレックウザと戦う。次にフォックス、ディディーコング（ストック数は4）を操作して敵のいる場所を進んで最後にクッパと戦う（初プレイ時のみクッパ戦でストック数が強制的に4になる）。再プレイ時は選択できるキャラクターは4人まででストック数は4。
荒廃した動物園
最初はリュカ（ストック数は3）を操作してポーキーの像から逃げながら敵のいる場所を進む。次にネス、リュカ（ストック数は4）を操作してポーキーと戦う。次にポケモントレーナー（ゼニガメのみ）、リュカ（ストック数は4）を操作して進む。再プレイ時は選択できるキャラクターは4人まででストック数は4。
戦場の砦
最初はマルス（ストック数は4）を操作して進む。次にメタナイト、マルス（ストック数は4）を操作して多くの雑魚キャラクターと戦いその後に敵のいる場所を進む。次にアイク、マルス、メタナイト（ストック数は4）を操作して進む。空中スタジアムでボスパックンをどちらのカゴを壊して倒したかで最後のムービーが変わる。再プレイ時は選択できるキャラクターは4人まででストック数は4。
森
リンク、ヨッシー（ストック数は4）を操作して進む。再プレイ時は選択できるキャラクターは4人まででストック数は4で難易度が上がらない。
研究施設 (ステージ10)
最初はゼロスーツサムス（ストック数は3）を操作して進む。次はピカチュウ、ゼロスーツサムス（ストック数は4）を操作して進む。再プレイ時は選択できるキャラクターは4人まででストック数は4。亜空間爆弾工場 (ステージ27)をクリアすると亜空の使者を全クリアするまでプレイできなくなる。
湖畔
最初はリンク、ヨッシーを操作してピーチと戦うorピット、マリオを操作してゼルダと戦うのどちらかを行う（どちらもストック数は2）。次にリンク、ヨッシーを操作してマリオ、ピットと戦うorマリオ、ピットを操作してリンク、ヨッシーと戦うのどちらかを行う（どちらもストック数は1で選ばなかった方が味方となる）。次はカービィ、リンク、ヨッシー、マリオ、ピットの内4人（ストック数は4）を操作して進む。次もカービィ、リンク、ヨッシー、マリオ、ピットの内4人（ストック数は4）を操作して洞窟の中を進む。最初とその次の操作キャラクターがリンク、ヨッシーorピット、マリオのどちらになるか・ムービーは空中スタジアムでボスパックンをどちらのカゴを壊して倒したかで変わる。再プレイ時は他のステージの再プレイ時と違いがあり選択できるキャラクターは2人まででストック数はピーチorゼルダ戦では2でマリオ、ピットorリンク、ヨッシー戦では1でその後以降は4でマリオ、ピットorリンク、ヨッシー戦では再プレイ時に最初に選択したキャラクターを操作して二番目に選択したキャラクターが味方になる。
遺跡への道
最初にポケモントレーナー（ゼニガメのみ）、リュカ（ストック数は4）を操作して進む。最後にリュカ、ポケモントレーナーを操作してワリオと戦う（ストック数は4）。再プレイ時は選択できるキャラクターは4人まででストック数は4。
洞窟
マリオ、リンク、ヨッシー、カービィ、ピットの内4人（ストック数は4）を操作して進む。空中スタジアムでボスパックンをどちらのカゴを壊して倒したかで最後のムービーが変わる。再プレイ時は選択できるキャラクターは4人まででストック数は4で難易度が上がらない。
遺跡
ポケモントレーナー（ゼニガメのみ）、リュカ（ストック数は4）を操作して進んで（途中でムービーが起こりフシギソウが使えるようになる）最後にリザードンと戦う（初プレイ時のみリザードン戦でストック数が強制的に4になる）。再プレイ時は選択できるキャラクターは4人まででストック数は4。遺跡最深部をクリアすると亜空の使者を全クリアするまでプレイできなくなる。
荒野 (ステージ15)
最初にマルス、メタナイト、アイク（ストック数は4）を操作して進む。最後にマルス、メタナイト、アイク（ストック数は4）を操作してガレオムと戦う。再プレイ時は選択できるキャラクターは4人まででストック数は4でガレオム戦はなく初プレイ時の2つ前の奥の扉を開けるとクリアとなるので再プレイ時としては珍しく難易度が低くなる。
遺跡最深部
ポケモントレーナーとリュカを操作してガレオムと戦う。一度クリアすると亜空の使者を全クリアするまでプレイできなくなる。
荒野 (ステージ17)
マリオ、リンク、ヨッシー、カービィ、ピットの内4人（ストック数は4）を操作して進む。再プレイ時は選択できるキャラクターは4人まででストック数は4で難易度は上がらない。
湿地
最初はフォックス、ディディーコング（ストック数は4）を操作して進む。次にファルコ、ディディーコング、フォックス（ストック数は4）を操作して巨大ディディーコングと戦う。次にディディーコング、ファルコ、フォックス（ストック数は4）を操作して進む。再プレイ時は選択できるキャラクターは4人まででストック数は4。
研究施設 (ステージ19)
最初にゼロスーツサムス、ピカチュウ（ストック数は4）を操作して進む。次はゼロスーツサムス、ピカチュウ（ストック数は4）を操作して2体のサムスと戦う。次にサムス、ピカチュウ（ストック数は4）を操作して進む。最後にサムス、ピカチュウ（ストック数は4）を操作してリドリーと戦う。再プレイ時は選択できるキャラクターは4人まででストック数は4。亜空間爆弾工場 (ステージ27)をクリアすると亜空の使者を全クリアするまでプレイできなくなる。
エインシャント遺跡外部
最初にピクミン&オリマー、キャプテン・ファルコンを操作して進む。最後はドンキーコング、ディディーコング、ピクミン&オリマー、キャプテン・ファルコンを操作して多くの雑魚キャラクターと戦う。再プレイ時は選択できるキャラクターは4人まででストック数は4。亜空間爆弾工場 (ステージ27)をクリアすると亜空の使者を全クリアするまでプレイできなくなる。
氷山
最初にアイスクライマー、メタナイト（ストック数は4）を操作して上に向かって進む。最後はメタナイトかルカリオのどちらかを選んで選ばなかった方と戦う（ストック数は3）。再プレイ時は選択できるキャラクターは4人まででストック数は4。
渓谷
マリオ、リンク、ヨッシー、カービィ、ピットの内4人（ストック数は4）を操作して多くの雑魚キャラクターと戦う。再プレイ時は選択できるキャラクターは4人まででストック数は4で難易度は上がらない。
戦艦ハルバード 内部
最初はスネーク（ストック数は3）を操作して進む。次にルカリオ、メタナイト、スネーク（ストック数は4）を操作して進む。最後にスネーク、ルカリオ、メタナイト（ストック数は4）を操作してピーチ、ゼルダと戦う。再プレイ時は選択できるキャラクターは4人まででストック数は4。
戦艦ハルバード 外部
シーク、ピーチ（ストック数は4）を操作して進む。再プレイ時は選択できるキャラクターは4人まででストック数は4で難易度は上がらない。
戦艦ハルバード ブリッジ
スネーク、ルカリオ、フォックス、ピーチ、シーク、ファルコの内4人（ストック数は4）を操作してデュオンと戦う。再プレイ時は選択できるキャラクターは4人まででストック数は4で難易度は上がらない。
亜空間爆弾工場（ステージ26）
サムス、ピカチュウ（ストック数は4）を操作して進む。再プレイ時は選択できるキャラクターは4人まででストック数は4で難易度は上がらない。亜空間爆弾工場 (ステージ27)をクリアすると亜空の使者を全クリアするまでプレイできなくなる。
亜空間爆弾工場（ステージ27）
最初はドンキーコング、キャプテン・ファルコン、ピクミン&オリマー、ディディーコング（ストック数は4）を操作して進む。次にロボット、ドンキーコング、キャプテン・ファルコン、ピクミン&オリマー、ディディーコング、サムス、ピカチュウの内4人（ストック数は4）を操作して多くの雑魚キャラクターと戦う。次にキャプテン・ファルコン、ロボット、ドンキーコング、ピクミン&オリマー、ディディーコング、サムス、ピカチュウの内4人（ストック数は4）を操作して下に向かって進む。最後にキャプテン・ファルコン、ロボット、ドンキーコング、ピクミン&オリマー、ディディーコング、サムス、ピカチュウの内4人（ストック数は4）を操作してメタリドリーと戦う。このステージをクリアするとロボットを含めた現時点でプレイヤーが使用できるキャラクターが集結をする。一度クリアすると亜空の使者を全クリアするまでプレイできなくなる。
亜空間（ステージ28）
亜空間（ステージ29）
亜空間（ステージ30）
大迷宮（ステージ31）

#### チーム
- カービィ、ピーチorカービィ、ゼルダ（空中スタジアムクリア後 - 湖畔プレイ前）
- マリオ、ピット（天空界クリア後 - 湖畔プレイ前）
- ディディーコング（ジャングルクリア後 - 湖プレイ前）
- フォックス、ディディーコング（湖クリア後 - 湿地プレイ前）
- リュカ、ポケモントレーナー（荒廃した動物園クリア後 - 遺跡最深部クリア前 フシギソウ、リザードンは遺跡クリア後）
- マルス、メタナイト、アイク（戦場の砦クリア後 - 遺跡最深部クリア前）
- リンク、ヨッシー（森クリア後 - 湖畔プレイ前）
- ゼロスーツサムス、ピカチュウ（研究施設〈ステージ10〉クリア後 - 研究施設〈ステージ19〉プレイ前）
- マリオ、リンク、ヨッシー、カービィ、ピット（湖畔クリア後 - 渓谷プレイ前）
- マルス、メタナイト、リュカ、ポケモントレーナー、アイク（遺跡最深部クリア後 - 氷山プレイ前）
- フォックス、ファルコ、ディディーコング（湿地クリア後 - エインシャント遺跡外部プレイ前）
- サムス、ピカチュウ（研究施設〈ステージ19〉クリア後 - 亜空間爆弾工場〈ステージ27〉プレイ前）
- ドンキーコング、キャプテン・ファルコン、ピクミン&オリマー、ディディーコング（エインシャント遺跡外部クリア後 - 亜空間爆弾工場〈ステージ27〉プレイ前）
- アイスクライマー、マルス、リュカ、ポケモントレーナー、アイク（氷山クリア後 - 渓谷プレイ前）
- メタナイト、ルカリオ（氷山クリア後 - 戦艦ハルバード 内部プレイ前）
- マリオ、リンク、ヨッシー、カービィ、アイスクライマー、マルス、ピット、リュカ、ポケモントレーナー、アイク（渓谷クリア後 - 亜空間爆弾工場〈ステージ27〉プレイ前）
- メタナイト、ルカリオ、スネーク（戦艦ハルバード 内部クリア後 - 戦艦ハルバード ブリッジプレイ前）
- フォックス、ピーチ、ゼルダ（戦艦ハルバード 外部クリア後 - 戦艦ハルバード ブリッジプレイ前）
- フォックス、ピーチ、ゼルダ、Mr.ゲーム&ウォッチ、ファルコ、メタナイト、ルカリオ、スネーク（戦艦ハルバード ブリッジクリア後 - 亜空間爆弾工場〈ステージ27〉プレイ前）
- 上記の全てのキャラクター、ロボット（亜空間爆弾工場〈ステージ27〉クリア後）

## コレクション（収集要素）
前作同様にゲーム中の様々なところでコインを入手できる。コインは、前作のフィギュポンに代わって、コインシューターというコインを消費してプレイできるシューティングゲームをプレイすることでフィギュアやシールを入手したり、一人用ゲームをコンティニューする際にコインを使用したり、大観戦の際にコインを賭けたりするなど、様々な用途に使用する。それに伴い、所持できるコインの最大値が前作より1桁増えて9,999枚となり、入手・使用の際の枚数も大幅に増加している。
前作で顕著になった任天堂が歩んだビデオゲームの軌跡の記念碑としての要素は本作においても一層濃くなっている。解説付きの任天堂のキャラクターの立体物であるフィギュアは前作に引き続いて登場している。フィギュアは本ゲーム内で使用されているキャラクターの他、任天堂がこれまでに発売したゲームで実際に使用されたキャラクターの提供を受け、これを転用して作られたものが中心となっている。
これとは別に、本作では新たな収集要素としてこれまでの任天堂作品の説明書、パッケージ、広告などで使用されたイラストなど、大小さまざまなアートワークが描かれたシールが追加された。これらの収集物は一つ一つを眺めるだけでなく、自由に配置して一つの画像・映像を作って保存することもできる。
さらに、本作には任天堂がこれまで発売したビデオゲームが年表として並べられたリストが収録されており、このうち一部は名作トライアルとしてバーチャルコンソールの体験版のようにごく短時間のみプレイすることができる。
フィギュア、シール、オレ曲セレクトに曲目を追加するためのCDは、ゲーム中にアイテムとして出現し、回収することで入手できる。これとは別に、一定の条件を満たすことで入手できるものもあり、これらはクリアゲッターとして条件が明示されている。クリアゲッターはディスプレイになっており、条件を満たすことで中にあるアイテムを入手し、同時に周囲の窓を破壊するヒントを獲得する手順となる。また、「ゴールデンハンマー（出典は『レッキングクルー』、使用回数1回、入手個数に制限あり）」を使うことで、条件を満たさずともアイテムを入手することも可能である。以上のルールは『カービィのエアライド』に登場する「クリアチェッカー」とほぼ同じものである。
ゲーム中にカメラで画面を撮影・写真を作りアルバムに保存することができる。前作ではカメラモードのみだったが、本作ではトレーニング・競技場以外のどのモードでもポーズ中であれば撮影カメラが使用可能となる。また、対戦モードや競技場でのプレイはリプレイ映像として保存できる。これらの映像はWi-Fiコネクションなどを通して自由に受け渡しすることができる。また、SDカードを用いてのやりとりもできる。

## 音楽
本作の主な特徴の1つとして、非常に豪華な音楽スタッフが挙げられる。『X』の情報の公開を開始して間もない2007年5月後半に、本作に参加する38人ものゲーム音楽作曲家が公開され、その豪華さが強調されている。これ以前にも、「速報スマブラ拳!!」のアンケートのお題として「使用して欲しい音楽」が募集されるなど、本作が音楽についてさらに力が向けられることが示唆されていた。
本作に参加する音楽スタッフは、過去の『スマブラ』シリーズと同じように、本作で使用される過去の任天堂とゲストキャラクター出典のゲームで使用されていたBGMの編曲を担当する。BGMは原作ゲームの一曲をアレンジしたものから、複数の作品のBGMをメドレーにしたものまで様々。また、収録されているBGMの中にはファミリーコンピュータ音源などで作られた原作ゲーム中で使われた原曲が使用されていることもある。これらの曲の編曲は、事前に使用する曲を決めた後に早い者勝ちで編曲者が好きな曲を編曲するという方式であった。この結果、『ゼルダの伝説』のテーマ曲などの有名な曲は恐れ多くて最後まで残っていたという。
これらのBGMの中心に立つ本作のメインテーマは植松伸夫作曲によるもので、様々な曲調にアレンジされ作中の随所で使用されている。一部の音楽の編曲にはオーケストラが使用され、メインテーマのオーケストラアレンジには桜井ディレクターによってラテン語の歌詞がつけられており、歌唱にはテノールのパートに錦織健、ソプラノのパートに高橋織子が参加している。
植松以外にも本作に深く携わった存在として、本作に多くの編曲を提供したという点で酒井省吾、石坂健太郎、高濱祐輔などが挙げられる。また、編曲に加えて、効果音などSEの作成はハル研究所およびゲームアーツの音楽スタッフが手がけた。
非常に多くの作品の音楽を使用し、しかも様々なゲーム音楽家に編曲を依頼していることから、本作で使用されている音楽に関する権利関係は非常に複雑なものとなっている。これはサウンドテストや公式サイト『スマブラ拳!!』の楽曲視聴ページにおいて、BGM一曲一曲に関する権利の帰属先が明記されていることからもうかがえる。
サウンドテストで聴くことのできる曲は最大258曲だが、一部音楽はサウンドテストでも聴くことができず、ゲーム中に使われているBGM数はそれよりもさらに多い。

## 評価
日本国内においては、大手ゲーム雑誌『ファミ通』（第998号）のクロスレビューにおいて、同レビュー7作目となる40点満点を獲得した。
発売後は2008年度の日本ゲーム大賞において優秀賞を受賞している。Wiiチャンネル『みんなのニンテンドーチャンネル』では、全年齢・性別の評価平均でゴールドランク（満足度95〜90%）となっている。
ファミ通アワード2008

## 関連書籍

### 攻略本
- 任天堂公式ガイドブック 大乱闘スマッシュブラザーズX ISBN 9784092271227 - 小学館（発売日：2008年4月24日）
- 大乱闘スマッシュブラザーズX ザ・コンプリートガイド ISBN 9784048670425 - 角川グループパブリッシング（発売日：2008年4月24日）
- 任天堂ゲーム攻略本 大乱闘スマッシュブラザーズX ISBN 9784839928506 - 毎日コミュニケーションズ（発売日：2008年4月24日）
- 大乱闘スマッシュブラザーズX ファイティングマスターズガイド ISBN 9784757742222 - エンターブレイン（発売日：2008年4月24日）

### その他
開発関連
- 『桜井政博のゲームについて思うこと DX　Think about the Video Games 3』（2013年11月12日[31]、エンターブレイン、ISBN 9784757743687）
- 『桜井政博のゲームについて思うこと X Think about the Video Games 4』（[31]2012年11月30日、エンターブレイン、ISBN 978-4-7577-4916-0）

FE関連
- 20th Anniversary ファイアーエムブレム大全 - 2010年6月30日、小学館、マルスとアイクが画像付きで、リンが文章で紹介されている。
- ファイアーエムブレム メモリアルブック アカネイア・クロニクル - 2010年12月17日、角川書店、マルスのみであるが『X』の画像付きで紹介されている。

## その他の話題
電撃PlayStation 緑川光「ターゲット・ロックオン!!」

本作で声の流用で出演した緑川は『X』を購入後に本作を嗜好。お気に入りは『亜空の使者』。このムービーのクオリティーで映画化したら、是非見に行きたいと述べている。お気に入りのキャラクターはマルスは別格で除くと、スネークとメタナイトなどの空を飛ぶキャラクターたちであると語っている。さらにスネークに至っては違和感ありすぎて笑ってしまったという。